# Nasrallah Boutros Sfeir
Nasrallah Boutros Sfeir (Arabisch: نصر الله بطرس صفير , Nasr Allāh Butrus Sufair) (Rayfoun (Keserwan, Libanon), 15 mei 1920 – Beiroet, 12 mei 2019) was een Libanees geestelijke en patriarch van de Maronitische Kerk en een kardinaal van de Rooms-Katholieke Kerk.
Nasrallah Sfeir groeide op in Beiroet en studeerde aan de Sint-Jozefuniversiteit. Hij werd op 7 mei 1950 priester gewijd, waarna hij enkele jaren dienstwerk verrichtte op de parochie van Rayfoun.
Op 23 juni 1961 werd Sfeir benoemd tot hulpbisschop van het Maronitische aartsbisdom Antiochië en bisschop van het bisdom Tarsus. Zijn bisschopswijding vond plaats op 16 juli 1961.
Op 19 april 1986 werd Sfeir door de bisschoppen van de Maronitische Kerk gekozen als patriarch, de 76e in de historie van deze kerk.  De zetel was vacant geworden nadat de vorige patriarch, Antoine Boutros Khreich, zijn functie had neergelegd. Sfeir voegde de naam Boutros (Petrus) toe aan zijn voornaam, conform het gebruik bij Maronitische patriarchen; volgens de overlevering was de apostel Petrus de stichter van de gemeente in Antiochië en de eerste patriarch aldaar. Op 27 april 1986 werd Sfeir geïnstalleerd. De keuze van de bisschopssynode werd op 7 mei 1986 bevestigd door paus Johannes Paulus II.
Tijdens het consistorie van 26 november 1994 werd Sfeir door Paus Johannes Paulus II kardinaal gecreëerd. Hij kreeg - zoals gebruikelijk voor Oosters-katholieke patriarchen, als gevolg van het motu proprio Ad purpuratorum patrum collegium - de rang van kardinaal-bisschop zonder toekenning van een suburbicair bisdom. Hij nam vanwege overschrijding van de leeftijdsgrens van 80 jaar niet meer deel aan de conclaven van 2005 en 2013.
Op 26 februari 2011 ging Sfeir met emeritaat. Zijn opvolger als patriarch was Béchara Boutros Raï.
Nasrallah Boutros Sfeir overleed op 12 mei 2019 op 98-jarige leeftijd.
- Bibliothèque nationale de France: cb121619953 (data)
- Gemeinsame Normdatei: 1017915156
- International Standard Name Identifier: 0000 0000 2745 496X
- Library of Congress Control Number: n84071423
- Système universitaire de documentation: 106931814
- Virtual International Authority File: 64045930
- WorldCat: E39PBJwd987vxpQtRGbJ76DH4q